# Archidiecezja San Luis Potosí
Archidiecezja San Luis Potosí (łac. Archidioecesis Sancti Ludovici Potosiensis) – archidiecezja Kościoła rzymskokatolickiego w Meksyku. 

## Historia
31 sierpnia 1854 papież Pius IX bullą Deo Optimo Maximo largiente erygował diecezję San Luis Potosí. Dotychczas wierni z tym terenów należeli do diecezji Michoacán. 5 listopada 1988 decyzją papieża Jana Pawła II wyrażoną w konstytucji apostolskiej Nihil optabilius diecezja została podniesiona do rangi archidiecezji metropolitalnej.
Z terenów diecezji w kolejnych latach utworzono diecezje: Ciudad Valles (1960), Matehuala (1997).

## Ordynariusze

### Biskupi San Luis Potosí
- Pedro Barajas y Moreno (1854 - 1868)
- Manuel del Conde y Blanco (1869 - 1872)
- José Nicanor Corona e Izarraraz (1873 - 883)
- Jose Maria Ignacio Montes de Oca y Obregón (1884 - 1921)
- Miguel María de la Mora y Mora (1922 - 1930)
- Guillermo Tritschler y Córdoba (1931 - 1941)
- Gerardo Anaya y Diez de Bonilla (1941 - 1958)
- Luis Cabrera Cruz (1958 - 1967)
- Estanislao Alcaraz y Figueroa (1968 - 1972)
- Ezequiel Perea Sánchez (1972 - 1986)
- Arturo Antonio Szymanski Ramírez (1987 - 1988)

### Arcybiskupi San Luis Potosí
- Arturo Antonio Szymanski Ramírez (1988 - 1999)
- Luis Morales Reyes (1999 - 2012)
- Carlos Cabrero Romero (2012 - 2022)
- Jorge Alberto Cavazos Arizpe (od 2022)